# 石瀚
石瀚，辽朝官员，墓志称其为故晋王孙，应为后晋出帝石重贵的后代。
石瀚在传世文献里无载，其岳父尚暐的墓志铭里提到了他的名字。尚暐把最小的三女儿嫁给了他。寿昌五年（1099年）石瀚官至中京诸军都虞候、银青崇禄大夫、檢校尚书右仆射、使持节登州诸军事、登州刺史兼殿中侍御史、飞骑尉，武威县开国子、食邑五百户。